# Daniel Komen
Daniel Komen (ur. 17 maja 1976) – kenijski lekkoatleta, specjalista od średnich i długich dystansów, Mistrz Świata z 1997.
Odnosił wiele spektakularnych sukcesów w mityngach, wielokrotnie bił rekordy świata na różnych dystansach, jednak na najważniejszych imprezach najczęściej nie występował, nie przebijając się przez system kenijskich kwalifikacji. Wygrał jednak bieg na 5000 m podczas czterech dużych imprez:
- Mistrzostwa Świata w Lekkoatletyce (Ateny 1997)
- Mistrzostwa Afryki w lekkoatletyce (Dakar 1998)
- Igrzyska Wspólnoty Narodów (Kuala Lumpur 1998)
- Puchar Świata w Lekkoatletyce (Johannesburg 1998)

19 lipca 1997 w Hechtel-Eksel (Belgia) przebiegł dystans 2 mil w czasie 7:58.61, stając się pierwszym lekkoatletą który pokonał ten dystans w czasie poniżej 8 minut. Do dziś nikomu nie udało się poprawić wyniku Komena.
Miesiąc później, 22 sierpnia w Brukseli pobił on rekord świata w biegu na 5000 metrów (12:39.74), wynik ten został pobity rok później przez Etiopczyka Haile Gebrselassie.

## Rekordy życiowe
- bieg na 1500 m – 3:29.46 (1997)
- bieg na 1 milę – 3:46.38 (1997) 8. wynik w historii światowej lekkoatletyki
- bieg na 2000 m – 4:51.30 (1998)
- bieg na 3000 m – 7:20.67 (1 września 1996 Rieti) – były Rekord Świata[1], 2. wynik w historii światowej lekkoatletyki, Rekord Kenii(inne języki), Rekord Afryki
- bieg na 2 mile(inne języki) – 7:58.61 (19 lipca 1997 Hechtel-Eksel) – były Rekord Świata, 2. wynik w historii światowej lekkoatletyki, Rekord Kenii(inne języki), Rekord Afryki
- bieg na 5000 m – 12:39.74 (1997) – były Rekord Świata, 6. wynik w historii światowej lekkoatletyki, Rekord Kenii(inne języki)
- bieg na 3000 m (hala) – 7:24.90 (6 lutego 1998 Budapeszt) – były Rekord Świata, 3. wynik w historii światowej lekkoatletyki, Rekord Kenii(inne języki)
- bieg na 5000 m (hala) – 12:51.48 (19 lutego 1998 Sztokholm) – były Rekord Świata, 3. wynik w historii światowej lekkoatletyki, Rekord Kenii(inne języki)